# Еліс Ів
Еліс Софія Ів (англ. Alice Sophia Eve; нар. 6 лютого 1982, Лондон, Велика Британія) — англійська акторка, відома ролями агентки О у фільмі «Люди в чорному 3» та Керол Маркус у фантастичному бойовику «Стартрек: Відплата».

## Життєпис
Еліс Ів народилася в Лондоні, Велика Британія, в родині акторів Тревора Іва та Шарон Мофан. У неї є брати Джордж і Джек. Навчалася у Вестмінстерській школі.
Напередодні 2015 року у Лондоні акторка одружилася з фінансистом Алексом Купером-Смітом, з яким познайомилась у шостому класі, у 2014 знову зустрілась. Пара розлучилась у 2017 році.
У квітня 2009 почала зустрічатись з поетом Адамом О'Райденом, з яким познайомилась в Оксфорді. Вони розійшлися у 2012.
16 листопада 2017 року набула американського громадянства.

## Кар'єра
Еліс Ів дебютувала як акторка у 2004 році. Після епізодичних появ на телебаченні в серіалах «Пуаро Агати Крісті», «Клуб Ракалій», «Геній Бетховена» вона виконала провідну роль у комедії «Повний облом». Потім зіграла в незалежній драмі «Перетинаючи кордон», головного персонажа у якому втілив Гаррісон Форд. З кінця 2007 до початку 2008 Ів брала участь у театральній виставі «Рок-н-рол». У 2010 за участю акторки вийшло дві романтичні комедії «Занадто крута для тебе» та «Секс і Місто 2». На початку наступного року вона приєдналась до зйомок фільму «Люди в чорному 3». У 2011 вона зображувала голлівудську акторку Лару Тайлер у романтичній комедії «Пастка для нареченої» та епізодично з'явилась у серіалі «Красуні».
У психологічному трилері «Ворон» Ів виконала роль коханої Едгара По (Джон К'юсак) і зіграла Емілі в фільмі «Банкомат». Наступного року вона втілила Керол Маркус у фантастичному бойовику «Стартрек: Відплата» та зіграла мати-одиначку в кримінальній стрічці «Погляд зими». У романтичній драмі Кріса Еванса «Перш ніж розійдемось» у неї була головна жіноча роль. У серпні 2015 року акторка отримала роль у кінокомедії «Завзяті шахраї». У 2016 вона з'явилась у одному епізоді серіалу «Чорне дзеркало».
У 2017 році стала членкинею журі на кінофестивалі «Трайбека». У фільмі 2018 року «Репродукція» вона виконала роль дружини головного героя (Кіану Рівз). У жовтні 2018 року Ів отримала ролі у двох фільмах.

## Фільмографія
| Рік  |    | Українська назва             | Оригінальна назва                       | Роль                        |
| ---- | -- | ---------------------------- | --------------------------------------- | --------------------------- |
| 2004 | тф | Гокінґ                       | Hawking                                 | Марта Гутрі                 |
| 2004 | ф  | Краса по-англійськи          | Stage Beauty                            | Міс Фрейн                   |
| 2005 | с  | Пуаро Агати Крісті           | Agatha Christie's Poirot                | Ленокс                      |
| 2005 | с  | Клуб Ракалій                 | The Rotters' Club                       | Сесіль Бойд                 |
| 2005 | с  | Геній Бетховена              | Beethoven                               | графиня Джульєтта Гвіччарді |
| 2006 | ф  | Потрапити в десятку          | Starter for 10                          | Еліс Гарбінсон              |
| 2006 | ф  | Повний облом                 | Big Nothing                             | Джозі Макбрум               |
| 2006 | с  | Втрачаючи Джемму             | Losing Gemma                            | Естер                       |
| 2007 | ф  |                              | The Amazing Trousers                    | Колетт                      |
| 2009 | ф  | Перетинаючи кордон           | Crossing Over                           | Клер Шепард                 |
| 2010 | ф  | Надто крута для тебе         | She's Out of My League                  | Моллі                       |
| 2010 | ф  | Секс і Місто 2               | Sex and the City 2                      | Ерін                        |
| 2011 | ф  | Пастка для нареченої         | The Decoy Bride                         | Лара Тайлер                 |
| 2011 | с  | Красуні                      | Entourage                               | Софія Лір                   |
| 2012 | ф  | Ворон                        | The Raven                               | Емілі Гамільтон             |
| 2012 | ф  | Банкомат                     | ATM                                     | Емілі                       |
| 2012 | ф  | Люди в чорному 3             | Men in Black 3                          | агентка О                   |
| 2012 | кф | Прошу, Альфонсо              | Please, Alfonso                         | Аннабелль                   |
| 2013 | ф  | Розшифровка Енні Паркер      | Decoding Annie Parker                   | Луїза                       |
| 2013 | ф  | Оксамитовий ранок            | Some Velvet Morning                     | Вельвет                     |
| 2013 | ф  | Стартрек: Відплата           | Star Trek Into Darkness                 | доктор Керол Маркус         |
| 2013 | ф  | Погляд зими                  | Cold Comes the Night                    | Хлоя                        |
| 2014 | ф  | Брудний вікенд               | Dirty Weekend                           | Наталі Гамільтон            |
| 2014 | ф  | Перш ніж розійдемось         | Before We Go                            | Брук Далтон                 |
| 2015 | ф  | Антураж                      | Entourage                               | Софі                        |
| 2015 | ф  | Ніч у музеї: Секрет гробниці | Night at the Museum: Secret of the Tomb | камео                       |
| 2016 | ф  | Злочинець                    | Criminal                                | Марта Лінч                  |
| 2016 | ф  | Гірше ніж брехня             | Misconduct                              | Шарлотта Кейхіл             |
| 2016 | с  | Чорне дзеркало               | Black Mirror                            | Наомі                       |
| 2018 | с  | Випробування невинністю      | Ordeal by Innocence                     | Гвенда Вон                  |
| 2018 | с  | Робоцип                      | Robot Chicken                           | Джейн Портер/Алексіс        |
| 2018 | ф  | Не разом                     | Untogether                              | Айрін                       |
| 2018 | с  | Залізний кулак               | Marvel's Iron Fist                      | Тифозна Мері (Мері Вокер)   |
| 2018 | ф  | Завзяті шахраї               | The Con Is On                           | Джекі                       |
| 2018 | ф  | Репродукція                  | Replicas                                | Мона Фостер                 |
| 2019 | ф  | Пеллеас                      | Pelleas                                 | Мелізанда                   |
| 2019 | ф  | Сенсація                     | Bombshell                               | телеведуча Ейнслі Ергардт   |
| 2020 | с  | Белґравія                    | Belgravia                               | Сьюзан Тренчард             |
| 2021 | ф  | Попередження                 | Warning                                 | Клер                        |
| 2022 | ф  | Пекельна машина              | The Infernal Machine                    | офіцерка Лора Гіґґінс       |
| 2023 | ф  |                              | Haunting of the Queen Mary              | Енн Колдер                  |
| 2023 | с  | Коханці                      | The Lovers                              | Френкі                      |
| 2023 | ф  | Фрілансер                    | Freelance                               | Дженні Петітс               |